# タラル・ユスフ
タラル・ユスフ（طلال يوسف محمد, Talal Yousef Mohammed, 1975年2月24日 - は、バーレーンのサッカー選手。ポジションはフォワード、ミッドフィールダー。

## 経歴
成長著しいサッカーバーレーン代表の中心選手として1998年よりバーレーン代表でプレイした。2004年のアジアカップでは2ゴールを挙げ、ベスト11にも選ばれた。

## タイトル

### 個人タイトル
- AFCアジアカップ2004 : ベスト11
- ガルフカップ2003 得点王
- ガルフカップ2004 最優秀選手